# バージニア (小惑星)
バージニア (50 Virginia) は大きく暗い小惑星帯（メインベルト）の小惑星。
ジェイムズ・ファーガソンが1857年10月4日に、ロベルト・ルターが同年10月19日にそれぞれ独自に発見した。先に発表したのはルターだったが、ファーガソンが正式な発見者となっている。
名前の由来はわかっていないが、ローマの逸話にある父に殺された娘ヴィルジニアに基づいているという説、アメリカのバージニア州に基づくという説の二通りがある。